# Онар
Она́р — в марийской мифологии богатырь, великан.

## Описание
Наряду с Юмын эрге выступает посредником между миром богов (верхним миром) и миром людей (средним миром). В космогоническом мифе мари нары выступают первыми обитателями поднявшейся из морских вод земли: после того как земля обсыхает, она покрывается еловыми лесами; вскоре в лесах появляются нары и, спустя какое-то время, люди.
Нары рисовались человекообразными существами необычайного роста (их головы доставили до облаков) и силы. Они перебрасывались огромными валунами с одной горы на другую, шагали прямо через реки и озера, вили верёвки из сосен. Леса были им по колено, вековые дубы они вырывали с корнями — деревья им казались репейником. В предании моркинских мари Онар засыпает крепким сном и просыпается лишь на пятые сутки, при этом на месте его головы образуется огромная яма, которая затем становится озером Кугоером.
По некоторым источникам, нары носили одежду из железа, а также медные наколенники и медные шапки (ср. миф коми о Корт Айеке, Железном свёкре).

## Мифы
Согласно традиционным представлениям, нары жили на земле до появления человека (находимые в земле кости мамонтов считали костями и зубами великанов). Наиболее популярными были два, связанных с нарами, сюжета: в первом Онар вытряхивает землю из обуви, отчего образуются горы (холмы), во втором мари выкапывает из земли большой еловый пень. Налетает буря и несёт пень по воздуху. Пень попадает в глаз Онару. Великан трёт глаз, пень не выходит. Тогда он идёт к своей матери, живущей то ли за Кюй курук, то ли в Кукарке. Мать вытаскивает пень из глаза сына и бросает подальше. Пень перелетает через горы и падает возле жилища мари. Человек раскалывает его на дрова и пол зимы топит печку. Мать Онара говорит сыну о том, что если ему попался в глаз выкорчеванный пень, значит в тех краях живут люди. В поисках человека великан отправляется на берега Волги. Однажды Онар видит ползущую букашку о шести ногах, оставляющую за собой полосы взрытой земли. Приглядевшись, он видит мари на сивой лошадке пашущего своё поле. Великан поднимает человека вместе с сохой и лошадью и относит к матери. Та советует Онару вернуть человека на место, так как именно людям суждено прийти на смену великанам.
Реже встречаются предания, в которых нары предстают как небесные божества (как и в скандинавской мифологии, предшествуя богам во времени). Согласно одному из мифов, Онар является к людям, чтобы устроить их жизнь. Однако люди впоследствии забывают своих богов наров, и времена изобилия заканчиваются. В другом варианте мифа, Онар спускается к людям после того как одна девушка рожает урода и прячет его на небо, которое раньше «ходило» низко над землёй. Небо с грохотом поднимается ввысь, а девушку проглатывает земля (так появляются первый гром и карстовые провалы). После этого к людям спускается Онар на красивой кобыле (Онар вӱльӧ — «кобыла Онара» < праф.-уг. *weδe, «олень»). С тех пор эта кобыла (радуга) показывается на небе всякий раз после дождя. Нары не знают земледелия, но покровительствуют ему (отсюда связь с дождём, разливом вод).
Сохранился миф об Онаре-рыбаке. В нём Онар, придя к берегу Волги, видит, что какой-то широкоплечий незнакомец ловит рыбу его корзиной. Незнакомец не только отказывается покинуть берег реки, но и грозит Онару оторвать голову. Великаны вступают в противоборство. Незнакомец пытается схватить Онара за волшебный пояс, который придаёт Онару силу. В конце концов Онару удаётся одержать верх над незнакомцем.

## Современность
Имя великана используется в названиях мероприятий и учреждений, чтобы подчеркнуть связь с марийскими традициями и культурой. В декабре 2018 года в Йошкар-Оле состоялся турнир по регби среди подростковых команд под названием «Внуки Онара». Общество марийской культуры «Онар» существует в Москве.

## Онар в искусстве

### В кинематографии
Онар является главным действующим лицом в короткометражном фильме 2021 года режиссёра Дениса Шаблия «Не Иван, или как приручить Богатыря».